# Manchilhas
Manchilhas é uma localidade portuguesa da freguesia das Ribeiras, concelho da Lajes do Pico, ilha do Pico, arquipélago dos Açores.